# Cabanas de Tavira
Cabanas de Tavira é uma vila portuguesa que foi sede da extinta Freguesia de Cabanas de Tavira do Município de Tavira, freguesia que tinha 6,31 km² de área e 1 081 habitantes (2011), e, portanto, uma densidade populacional de 171,3 hab/km². 
A Freguesia de Cabanas de Tavira, que havia sido instituída em 12 de Julho de 1997, em 2013, no âmbito da reforma administrativa a nível nacional, foi agregada à freguesia de Conceição, sendo criada então a União das Freguesias de Conceição e Cabanas de Tavira.
Histórico político:
1997-2001 - Carlos Batista (Movimento independente)
2001-2005 - Maria José Mestre (Partido Socialista)
2005-2009 - Carlos Batista (Movimento independente)
2009-2013 - Carlos Batista (Movimento independente)
União de Freguesias de Conceição e Cabanas de Tavira 
2013-2025 - Ângelo Pereira (Partido Socialista)
Por sua vez, a povoação de Cabanas de Tavira foi elevada à categoria de vila em 12 de Julho de 2001.

## História
A seguir à conquista de Tavira, os terrenos onde viria surgir a localidade pertenciam à Herdade da Gomeira, como sendo propriedade régia concedida à ordem de Santiago de Espada, de acordo com o foral concedido por Afonso III a Tavira em 1266.
O forte de São João da Barra foi erguido num pequeno promontório que dominava a entrada da barra por onde se fazia a navegação com destino à cidade de Tavira durante os meados do século XVII, sendo que foi concluído por volta de 1672, após o final da Guerra da Restauração.
A primeira referência ao nome da povoação de Cabanas surge numa escritura de venda de uns terrenos na freguesia da Conceição, no ano de 1747, junto à foz do Ribeiro da Conceição. Naquele documento é referida a “Praia das Cabanas da Armação dos atuns” e as “Cabanas da Barra”.
A primeira referência à povoação num mapa surge mais tarde em 1780, num mapa da autoria do engº militar José Sande de Vasconcelos, nele é possível divisar a inscrição "Cabanas da Armação" . Noutro mapa do mesmo autor, mais tardio, de cerca de 1795, conjuntamente com a indicação das "Cabanas" é feita a referência a "âncoras" estacionadas no areal próximo.
O sábio Estácio da Veiga, um dos pioneiros da Arqueologia em Portugal habitava em Cabanas durante alguns períodos do ano. Era aqui que a sua família tinha uma casa rural. É conhecida uma carta sua dirigida em 1886 ao município de Tavira assinada no lugar de "Cabanas da Conceição". 

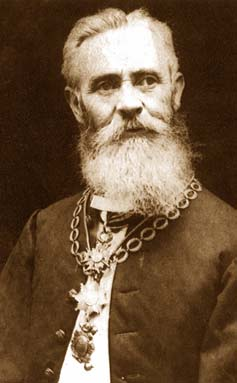
Estácio da Veiga, um dos pioneiros da Arqueologia em Portugal, habitou em Cabanas durante a segunda metade do século XIX, onde a sua família tinha uma casa rural

Até ao século XX, a actividade piscatória foi a principal fonte de sustento e desenvolvimento de Cabanas. Por volta de 1973, com a construção do aldeamento turístico “Pedras da Rainha”, Cabanas volta-se para o turismo, aproveitando a proximidade da Ria Formosa, sendo esta actividade a que actualmente prevalece nesta vila.
A actual vila fez parte da freguesia da Conceição até 12 de Julho de 1997, quando, de acordo com a lei 29/97, foi constituída a entretanto extinta freguesia de Cabanas de Tavira.

## População

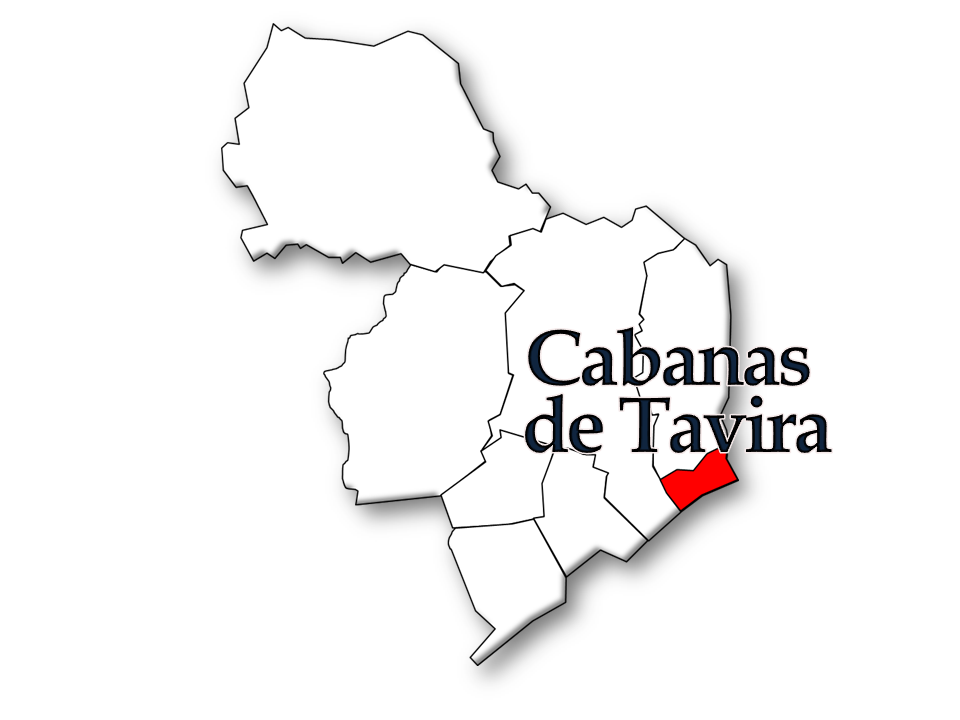
Localização da Freguesia de Cabanas de Tavira no Município de Tavira

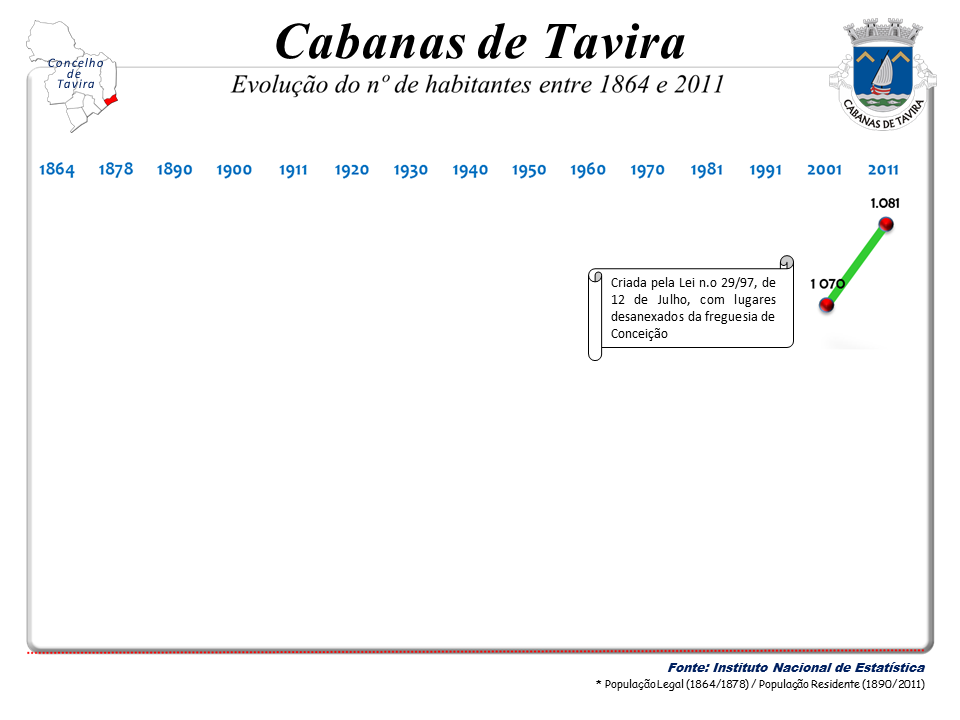
Evolução da População 2001/ 2011

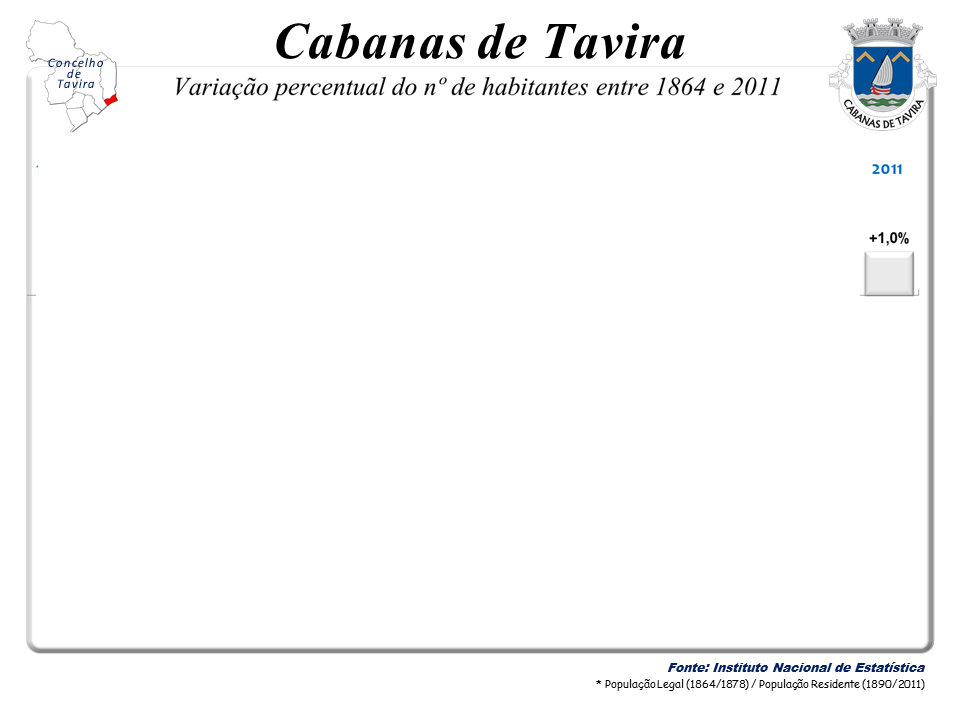
Variação da População 2001/ 2011

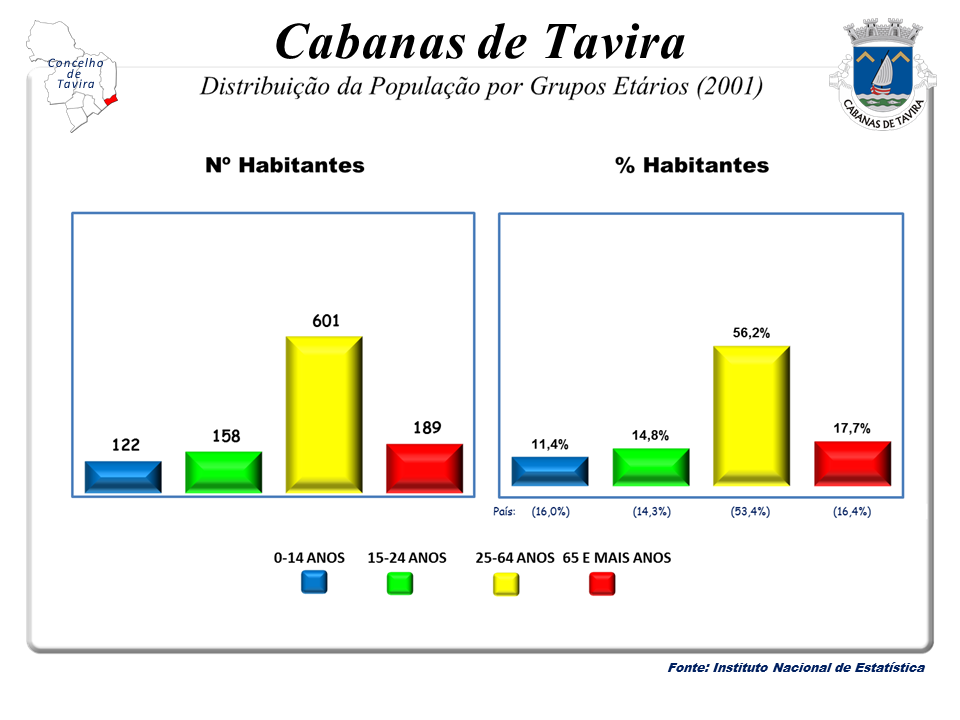
A População em 2001

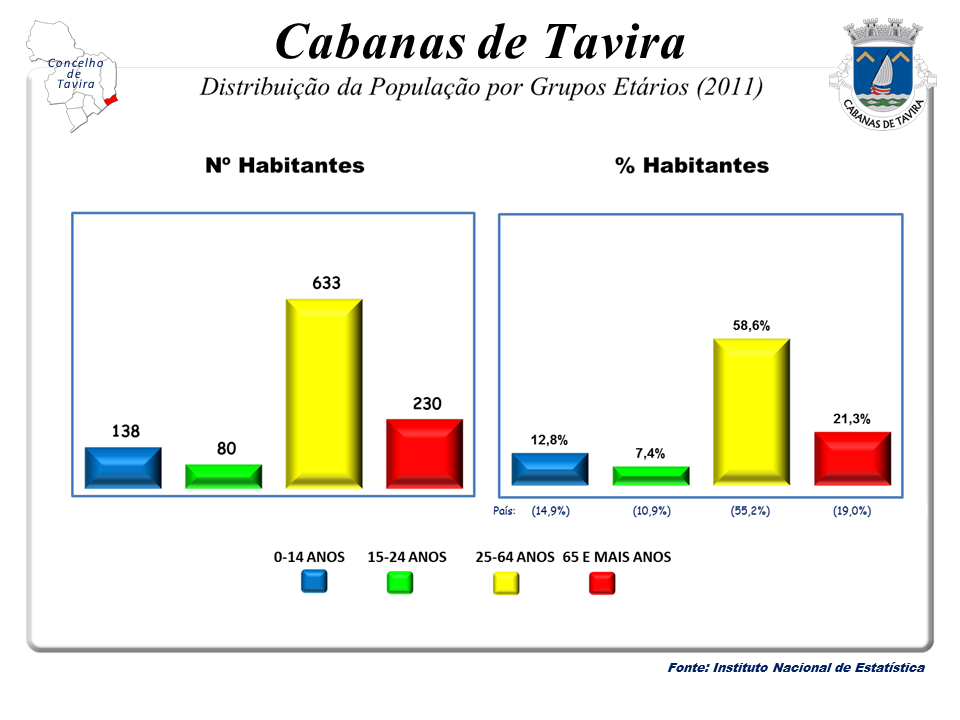
A População em 2011

| População da freguesia de Cabanas de Tavira | População da freguesia de Cabanas de Tavira | População da freguesia de Cabanas de Tavira | População da freguesia de Cabanas de Tavira | População da freguesia de Cabanas de Tavira | População da freguesia de Cabanas de Tavira | População da freguesia de Cabanas de Tavira | População da freguesia de Cabanas de Tavira | População da freguesia de Cabanas de Tavira | População da freguesia de Cabanas de Tavira | População da freguesia de Cabanas de Tavira | População da freguesia de Cabanas de Tavira | População da freguesia de Cabanas de Tavira | População da freguesia de Cabanas de Tavira | População da freguesia de Cabanas de Tavira |
| ------------------------------------------- | ------------------------------------------- | ------------------------------------------- | ------------------------------------------- | ------------------------------------------- | ------------------------------------------- | ------------------------------------------- | ------------------------------------------- | ------------------------------------------- | ------------------------------------------- | ------------------------------------------- | ------------------------------------------- | ------------------------------------------- | ------------------------------------------- | ------------------------------------------- |
| 1864                                        | 1878                                        | 1890                                        | 1900                                        | 1911                                        | 1920                                        | 1930                                        | 1940                                        | 1950                                        | 1960                                        | 1970                                        | 1981                                        | 1991                                        | 2001                                        | 2011                                        |
|                                             |                                             |                                             |                                             |                                             |                                             |                                             |                                             |                                             |                                             |                                             |                                             |                                             | 1 070                                       | 1 081                                       |

## Galeria

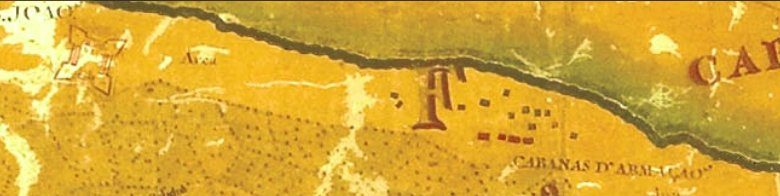
Primeira menção a "Cabanas da Armação" no mapa de José Sande de Vasconcelos (1780)
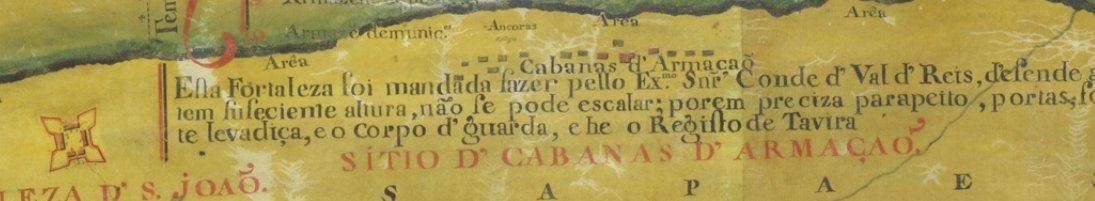
Segunda menção a "Cabanas da Armação" no mapa de José Sande de Vasconcelos (ca. 1795) - verificar a menção "âncoras" no areal a leste.
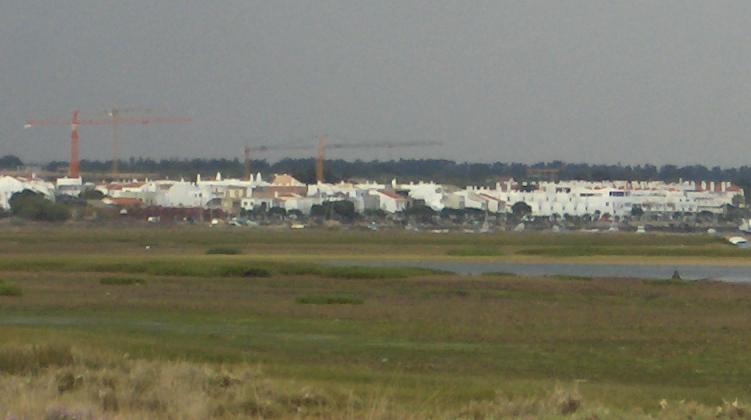
Cabanas de Tavira vista das salinas no virar do século
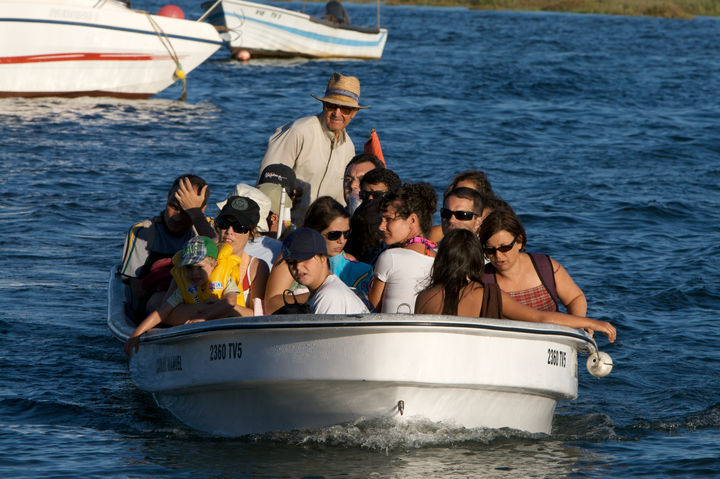
Serviço de transporte por barco para a praia da Ilha
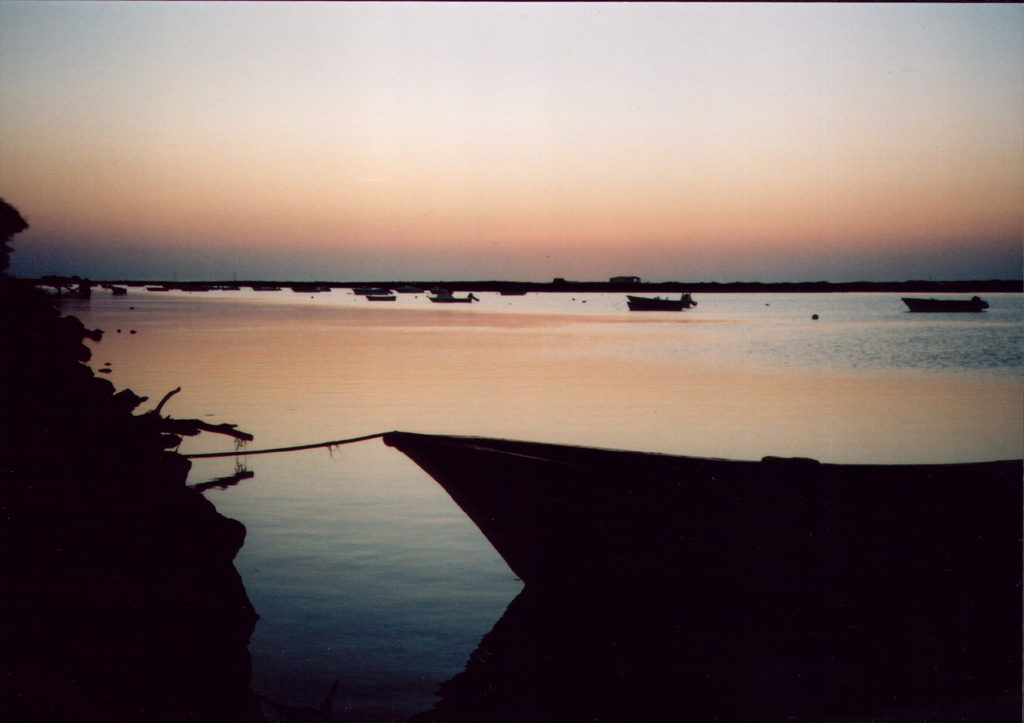
Barcos na alvorada na Ria de Cabanas
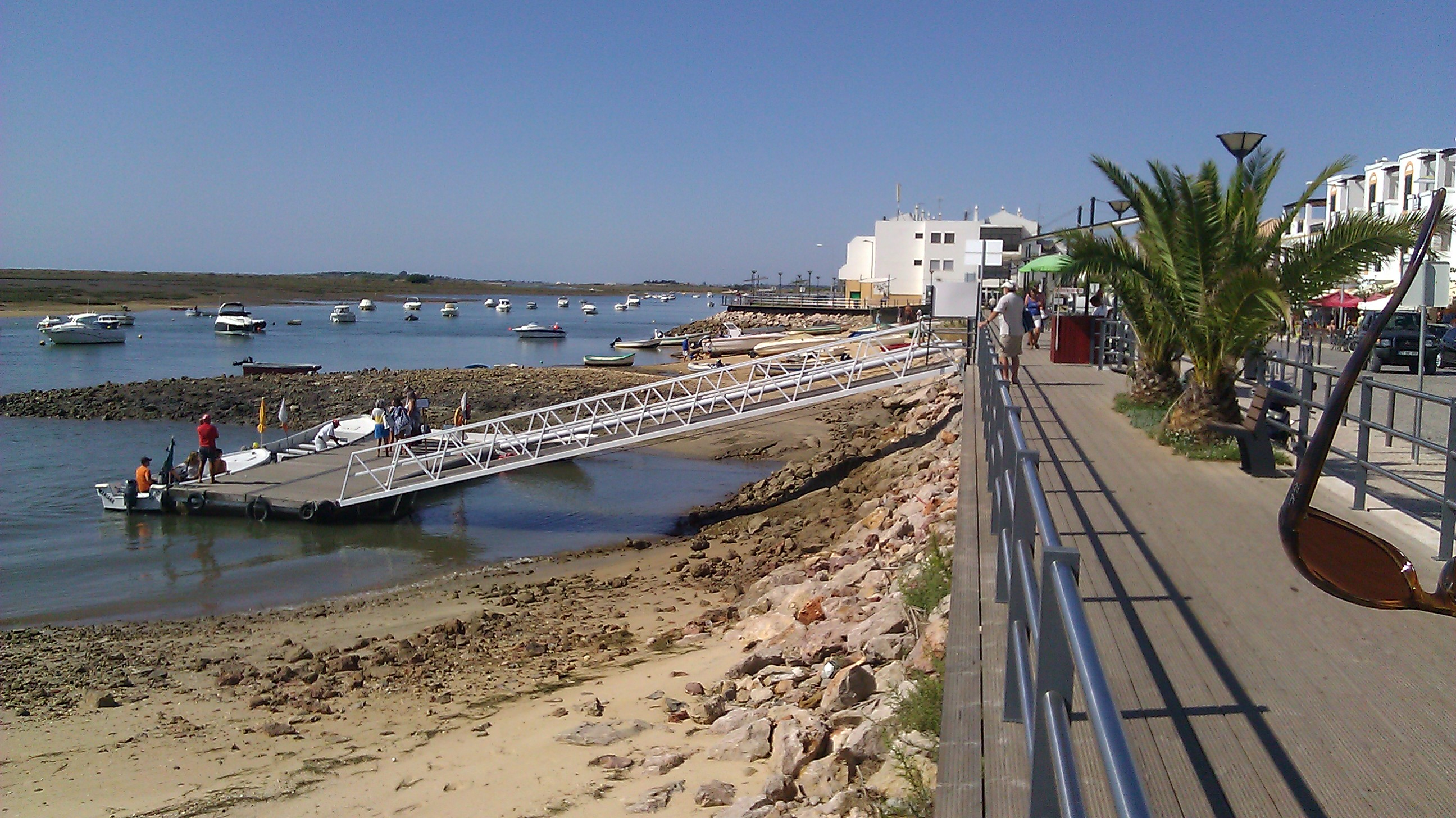
Novo passadiço construído em 2010 após a remodelação da marginal.
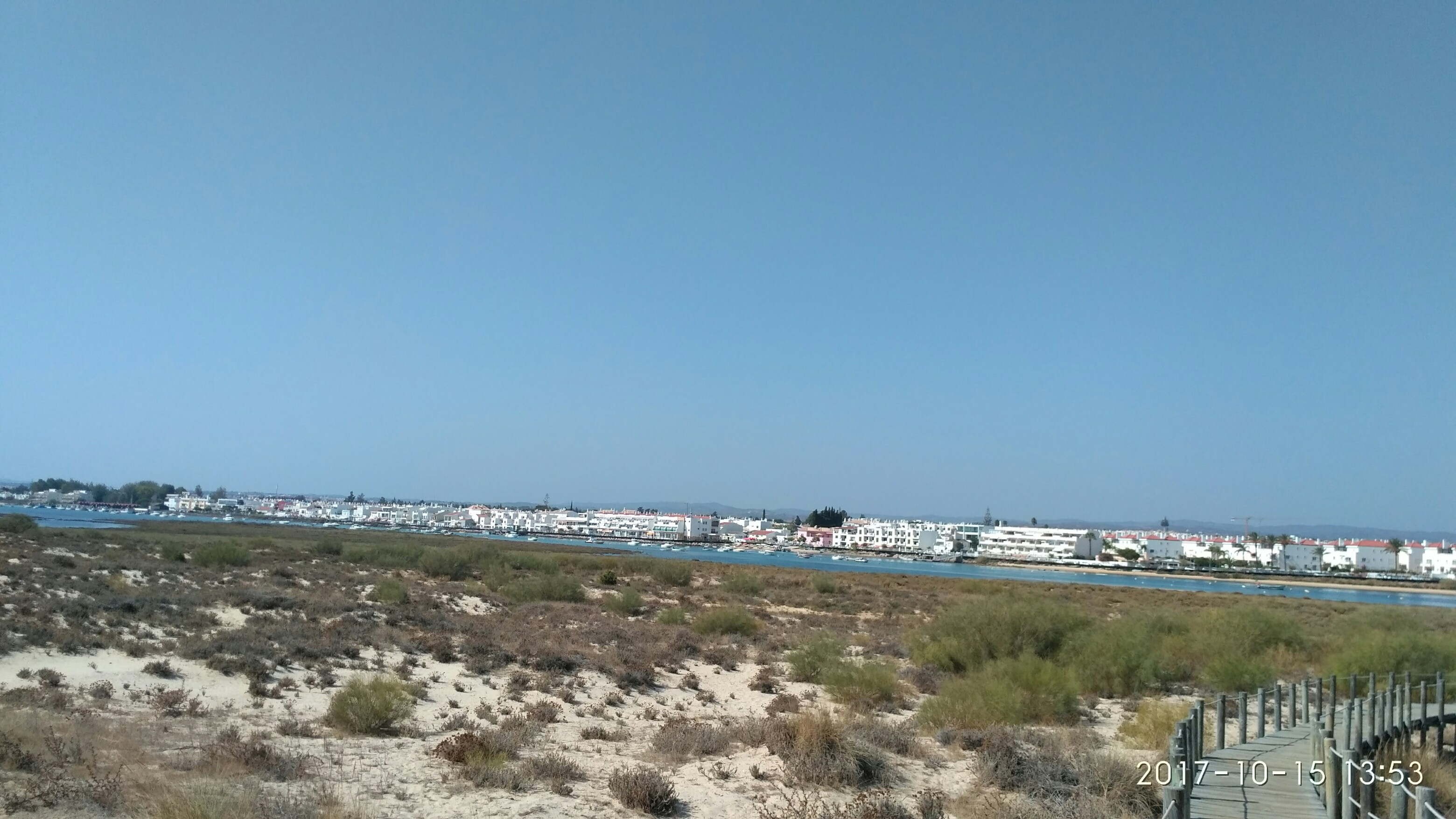
Cabanas vista a partir do passadiço da Ilha de Cabanas

## Cinema
Na freguesia tiveram lugar gravação de exteriores para as seguintes películas:
- A Almadraba atuneira (1961)
- À Flor do Mar (1986)
- Água e sal (2001)

## Património
- Forte de São João da Barra, Forte de São João Baptista ou Forte da Conceição

## Obras Citadas
- Anica, Arnaldo Casimiro. Tavira e o Seu Termo - Memorando Histórico, Edição da Câmara Municipal de Tavira. 1993
- Anica, Arnaldo Casimiro. Tavira e o Seu Termo - Memorando Histórico - Vol. II, Edição da Câmara Municipal de Tavira. 2001
- Anica, Arnaldo Casimiro. Monografia da Freguesia de Cabanas de Tavira, Edição da Junta de Freguesia de Cabanas de Tavira. 2011
- Chagas, Ofir Renato das. Tavira, Memórias de uma Cidade. Edição do Autor. 2004.